# Busko-Zdrój (gromada)
Busko-Zdrój (do 30 XII 1961 Bronina) – dawna gromada, czyli najmniejsza jednostka podziału terytorialnego Polskiej Rzeczypospolitej Ludowej w latach 1954–1972.
Gromady, z gromadzkimi radami narodowymi (GRN) jako organami władzy najniższego stopnia na wsi, funkcjonowały od reformy reorganizującej administrację wiejską przeprowadzonej jesienią 1954 do momentu ich zniesienia z dniem 1 stycznia 1973, tym samym wypierając organizację gminną w latach 1954–1972.
Gromadę Busko-Zdrój z siedzibą GRN w mieście Busko-Zdrój (nie wchodzącym w jej skład) utworzono 31 grudnia 1961 w powiecie buskim w woj. kieleckim w związku ze zmianą nazwy gromady Bronina (której siedziba już od 1 stycznia 1959 znajdowała się w Busku-Zdroju) na gromada Busko-Zdrój. 
W 1965 roku gromada miała 27 członków gromadzkiej rady narodowej.
Gromada przetrwała do końca 1972 roku, czyli do kolejnej reformy gminnej. 1 stycznia 1973 w powiecie buskim reaktywowano zniesioną w 1954 roku gminę Busko-Zdrój (do 1954 o nazwie urzędowej gmina Busko).